# Tephritis cinerea
Tephritis cinerea är en tvåvingeart som beskrevs av Munro 1931. Tephritis cinerea ingår i släktet Tephritis och familjen borrflugor. Inga underarter finns listade i Catalogue of Life.